# Spooks
Spooks war eine US-amerikanische Rapgruppe aus Philadelphia. Bekannt wurde sie vor allem durch ihren internationalen Hit Things I’ve Seen im Jahr 2000.

## Bandgeschichte
Die vier Rapper Booka T, Hypno, Vengeance und Water Water schlossen sich 1994 zusammen, die Sängerin Ming-Xia kam 1995 zu den Spooks dazu. Ihr Stil ging über die gängigen Hip-Hop-Standards hinaus und galt bei den Labelbetreibern als zu anspruchsvoll, deshalb hatten sie es schwer, eine Plattenfirma zu finden. Sie wurden mit den Fugees oder den ebenfalls aus Philadelphia stammenden Roots verglichen. Es dauerte mehrere Jahre, bis DJ und A&R-Verantwortlicher Parry P des Labels Antra sie zu hören bekam und sie kurz entschlossen unter Vertrag nahm.
Ihre erste Single war kein Originalsong aus ihrem Repertoire, sondern eine Auftragsarbeit für einen Film. Für den Gangster-Thriller Mit aller Härte, das Regiedebüt von Laurence Fishburne, schrieben sie angelehnt an den Inhalt den Song Things I’ve Seen. Der Film erschien Ende 2000, doch trotz der zusätzlichen Werbung konnte das Lied in den USA nicht Fuß fassen. In Europa wurde das Lied dagegen sehr beliebt und entwickelte sich in kurzer Zeit zu einem Radiohit und kam in zahlreichen Ländern bis in die Top 10 und in Österreich und Frankreich bis auf Platz 4. Erst danach wurde man auch in den USA aufmerksam, aber mehr als Platz 94 in den R&B-Charts ergab sich nicht.
Ähnlich erging es dem Debütalbum S.I.O.S.O.S – Volume One (die Abkürzung steht für: Spooks Is on Some Other Script). In mehreren europäischen Ländern kam es in die Charts, wobei Platz 19 in Belgien die höchste Platzierung war. In Großbritannien kam es auf Platz 25 und wurde mit einer Goldenen Schallplatte ausgezeichnet. In den USA war das Album nicht gefragt. Mit Karma Hotel und Sweet Revenge gab es noch zwei weitere kleinere Singlehits aus dem Album, die in Europa in die Charts kamen.
Bis zum zweiten Album verging einige Zeit, in der die Spooks das Label wechselten und in der Water Water sich von der Gruppe trennte und solo weitermachte. 2003 hatte er einen tödlichen Autounfall. Kurz davor erschien Faster Than You Now …. Es enthielt aber keinen Hit und konnte auch nicht von den früheren Erfolgen profitieren. Nach dem Flop löste sich das Quartett auf.

## Mitglieder
- Ming Xia (eigentlich Irina Michelle Perez)
- Booka T (eigentlich Booker T. Tucker junior)
- Hypno (eigentlich Chenjerai Kumanyika)
- Vengeance (eigentlich Joseph Miles Davis)
- Water Water (auch Aqua Dinero, eigentlich Jerel Allaine Spruill;* 1973, † 2003)[5]

## Diskografie
Alben
- S.I.O.S.O.S – Volume One (2001)
- Faster Than You Now … (2003)

Singles
- Things I’ve Seen (2000)
- Karma Hotel (2001)
- Sweet Revenge (2001)
- Faster Than You Know (2003)
- Change (2004)

## Auszeichnungen für Musikverkäufe
| Goldene Schallplatte - Frankreich - 2000: für die Single Things I’ve Seen |

Anmerkung: Auszeichnungen in Ländern aus den Charttabellen bzw. Chartboxen sind in ebendiesen zu finden.
| Land/RegionAuszeichnungen für Musikverkäufe (Land/Region, Auszeichnungen, Verkäufe, Quellen) | Gold     | Platin | Verkäufe | Quellen     |
| -------------------------------------------------------------------------------------------- | -------- | ------ | -------- | ----------- |
| Frankreich (SNEP)                                                                            | Gold1    | —      | 250.000  | infodisc.fr |
| Vereinigtes Königreich (BPI)                                                                 | Gold1    | —      | 100.000  | bpi.co.uk   |
| Insgesamt                                                                                    | 2× Gold2 | —      |          |             |